# One for YOU!
『One for YOU!』（ワン・フォー・ユー）は吉川友の1stアルバム。2012年1月18日にユニバーサルJから発売された。

## 概要
初回限定盤はDVD+CD、通常盤はCDのみ。初回プレス分（初回限定盤/通常盤共通）には、初の単独ライヴ『きっかフェス第3部』（※お見送り握手会つき）無料招待応募抽選IDが封入されている。

## 収録曲

### CD
1. 〜Ignition〜
作曲・編曲：michitomo
2. こんな私でよかったら
作詞・作曲：サカノウエヨースケ、編曲：michitomo
3rdシングル
3. Sweetie
作詞：大華奈央香、作曲：CORIN.、編曲：michitomo
2nd.シングルC/W曲
4. きっかけはYOU!
作詞：大華奈央香、作曲：オオヤギヒロオ・大華奈央香、編曲：michitomo
1stシングル
5. Knight Flight
作詞：大華奈央香、作曲：川崎里美、編曲：michitomo
6. Time to zone
作詞：大華奈央香、作曲：草野よしひろ、編曲：michitomo
7. 会いたくなったら
作詞：石川ゆみ、作曲・編曲：michitomo
8. 水色
作詞：大華奈央香、作曲：HARUKI.、編曲：michitomo
2ndシングルC/W曲
9. ヒラヒラ星
作詞：大華奈央香、作曲・編曲：michitomo
10. さよなら涙
作詞・作曲・編曲：イワツボコーダイ
1st.シングルC/W曲
11. ありのままの I LOVE YOU!
作詞：大華奈央香、作曲：川崎里美、編曲：michitomo
12. ハピラピ 〜Sunrise〜
作詞：大華奈央香、作曲・編曲：michitomo
2ndシングル
13. ハコの中のブルー
作詞：大華奈央香、作曲：川崎里美、編曲：michitomo
14. Make YOU!
作詞：大華奈央香、作曲：板垣祐介、編曲：michitomo
コジマ・フレッシュグレー2012テーマソング[2]

### 初回限定盤特典DVD
『吉川友 2011年きっかチャンネル総集編 〜音楽の巻〜』
1. Hello! Project 2011 WINTER 〜歓迎新鮮まつり〜「さよなら涙」パフォーマンス映像
2. 「きっかけはYOU!」超絶難しいダンス入り Music Video
3. 「きっかけはYOU!」Music Video メイキング
4. 「ハピラピ 〜Sunrise〜」Music Video dance shot ver.
5. 「ハピラピ 〜Sunrise〜」Music Video メイキング
6. 「こんな私でよかったら」Music Video close up ver.
7. 「こんな私でよかったら」Music Video メイキング